# Ministerio Fiscal (España)
El Ministerio Fiscal de España, también conocido como Fiscalía, es la procuraduría general del Reino de España. Se trata de un órgano de relevancia constitucional integrado con autonomía funcional en el poder judicial, que tiene encomendada la promoción de la acción de la justicia «en defensa de la legalidad, de los derechos de los ciudadanos y del interés público tutelado por la Ley, de oficio o a petición de los interesados, así como velar por la independencia de los Tribunales y procurar ante éstos la satisfacción del interés social».
El ingreso en la carrera fiscal se hace por oposición libre entre personas licenciadas en Derecho y que cumplan con los requisitos de capacidad exigidos. La oposición para el ingreso en las carreras judicial y fiscal es conjunta, de modo que todos los que superan satisfactoriamente las pruebas teóricas tienen que proceder a la elección del ingreso en una u otra carrera. Quienes opten por la carrera fiscal deberán superar en el Centro de Estudios Jurídicos un curso formativo, produciéndose posteriormente el ingreso en la carrera fiscal con el correspondiente juramento y toma de posesión de la plaza de destino.

## Historia
Comúnmente referidas como «Hombre del Rey» o «Procurador Fiscal», que hace siglos representaban en el proceso los intereses y asuntos del monarca de turno. Estas personas, con el devenir del tiempo, acabaron transformándose en una suerte de funcionarios que mediante su presencia permitían formalmente un enjuiciamiento más imparcial, puesto que se podía distinguir así a la parte procesal del juzgador aun cuando ambos tuviesen en el monarca absoluto su legitimidad.

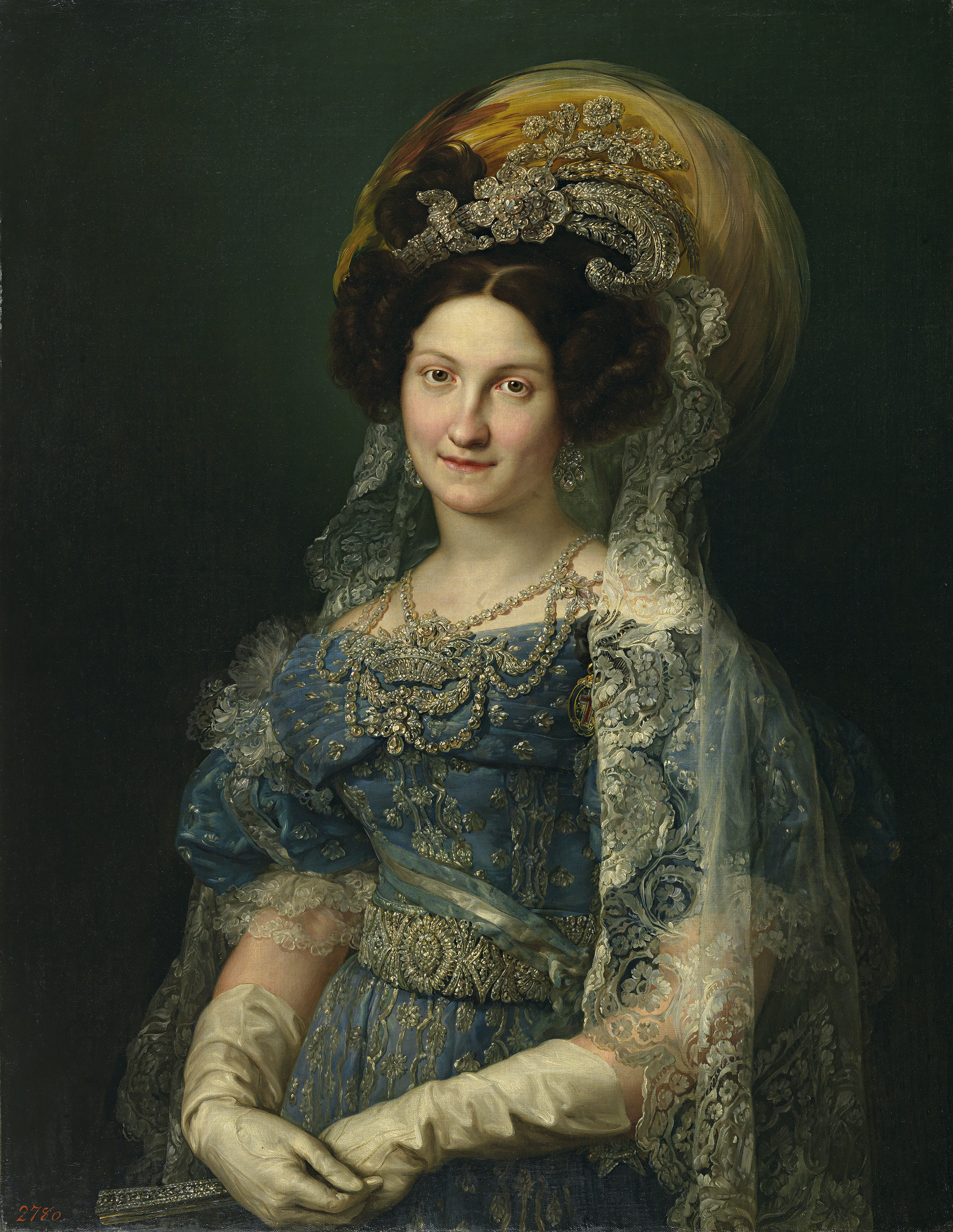
Retrato de la regente María Cristina.

Sin desmerecer la relevancia de los antecedentes, lo cierto es que los verdaderos cimientos del órgano propiamente dicho no se llegaron a sentar hasta bien entrado el siglo XIX. En el año 1835, bajo la regencia de María Cristina, se promulgó el Reglamento provisional para la Administración de Justicia, texto legal este en el que se estructuraba en el territorio español el Ministerio Fiscal con una organización lo suficientemente sólida. Pero el más trascendental de los avances de la época no se produjo hasta la entrada en vigor de la Ley Orgánica del Poder Judicial de 15 de septiembre de 1870, en cuyo «Título XX», constituido por un total de noventa y un artículos de notable amplitud (desde el artículo 763 hasta el 854, ambos incluidos), se trataba, entre otros temas, de su naturaleza, de la planta, de sus atribuciones, de la indumentaria de los funcionarios dependientes o del mecanismo de ingreso, aunque destaca por encima de todo que ya se legislase sobre los principios que regirían su actividad o sobre la imposibilidad de recusación de los miembros.

El Ministerio Fiscal velará por la observancia de esta ley y de las demás que se refieran a la organización de los Juzgados y Tribunales: promoverá la acción de la justicia en cuanto concierne al interés público, y tendrá la representación del Gobierno en sus relaciones con el Poder Judicial.
Artículo 763 de la LOPJ de 1870.

En la década de 1880 se suceden una serie de novedades legislativas que afectan directamente al Ministerio Fiscal. Así, las leyes de enjuiciamiento civil y criminal, que vieron la luz en 1881 y 1882 respectivamente, lo ubican tanto en los procedimientos civiles como penales, aunque su posición no queda del todo esclarecida al quedar equiparado al Abogado del Estado a un mismo tiempo que se le considera parte en la norma primera norma procesal mencionada. No sucede lo mismo en el caso de la Ley de Enjuiciamiento Criminal, pues en el tercer párrafo de su artículo cuarto se lee claramente «en estos juicios será parte el Ministerio Fiscal». Tiempo después, en 1886 y en virtud de lo estipulado en el Real Decreto de 16 de marzo se desliga al Ministerio Fiscal de la defensa de los intereses del Fisco pues esta tarea, consistente en la defensa de la Hacienda y de la Administración Pública, es reasignada al Cuerpo de Abogados del Estado.
La reciente historia del Ministerio Fiscal en España ha estado marcada por su paso a través del régimen franquista, al igual que le aconteció a otras instituciones vinculadas al poder ejecutivo. La naturaleza del órgano se vio profundamente alterada al volverse un mero ejecutor de órdenes, viéndose reducido a órgano de comunicación entre la Administración y los Tribunales de Justicia.
Con la instauración de la democracia en España y la promulgación de la Constitución de 1978, se dio comienzo a una nueva etapa del Ministerio Fiscal al reconocerse de un modo expreso al órgano en el artículo 124 del texto fundamental. Con esta acción legislativa se siguió con la tendencia de las recientes constituciones europeas, así como se rompió definitivamente con la tradición del constitucionalismo histórico español,
Con la instauración de la democracia en España y la consecuente promulgación de la Constitución española de 1978 el Ministerio Fiscal inició una nueva etapa, pues se pasó a reconocer de forma específica al órgano en el artículo 124, como habían hecho (y todavía siguen haciendo) las modernas constituciones europeas

## Funciones
La Constitución española asigna al Ministerio Fiscal un amplio abanico de funciones, todas ellas materializadas por medio del ejercicio de las oportunas acciones ante los órganos integrantes del Poder Judicial, que son los juzgados y tribunales nacionales, pues a este único campo se restringe su actuación. Estas atribuciones se concretan en defender la legalidad, los derechos de los ciudadanos, el interés público tutelado por la ley y la satisfacción del interés social, sin descuidar velar por la independencia de los tribunales.

El Ministerio Fiscal, sin perjuicio de las funciones encomendadas a otros órganos, tiene por misión promover la acción de la justicia en defensa de la legalidad, de los derechos de los ciudadanos y del interés público tutelado por la ley, de oficio o a petición de los interesados, así como velar por la independencia de los Tribunales y procurar ante éstos la satisfacción del interés social.
Artículo 124.1 de la Constitución española

### Defensor de la legalidad
En virtud de lo que se deriva de esta atribución, el Ministerio Fiscal está capacitado para velar por que la función jurisdiccional se ejerza conforme a las leyes y por el respeto a las instituciones constitucionales, para tomar parte (en defensa de la legalidad y del interés público-social)

### Independencia de los tribunales

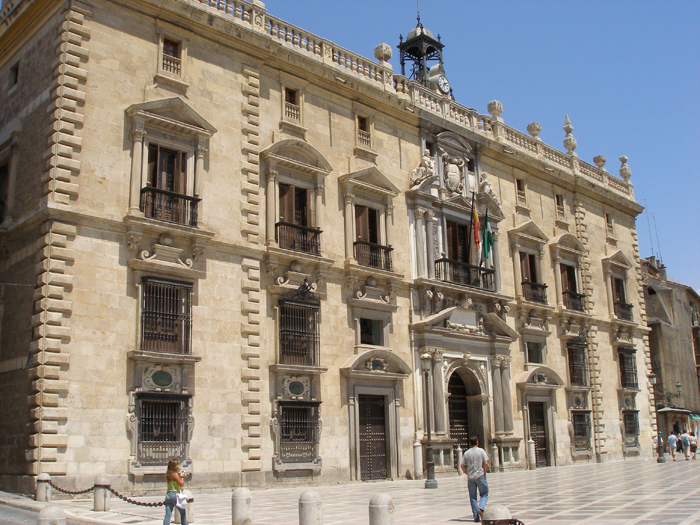
El Ministerio Fiscal debe velar en todo momento por la independencia de los Juzgados y Tribunales españoles. En la fotografía, sede del Tribunal Superior de Justicia de Andalucía, Ceuta y Melilla en Granada.

En su función de salvaguarda de la independencia de los órganos que integran el Poder Judicial español, le corresponde al Ministerio Fiscal el ejercicio de cuantas acciones le asignen las normas jurídicas en defensa de esta independencia. También es de su incumbencia el mantener la integridad de la jurisdicción y de la competencia de los Jueces y Tribunales, promoviendo o interviniendo en los conflictos de jurisdicción o de competencia y en las cuestiones de competencia; para tal efecto puede solicitar información de los hechos que hubieran dado lugar a cualquier tipo de procedimiento si la competencia puede ser de un órgano distinto.

### Intervención en el proceso penal
Probablemente sea una de las funciones más relevantes del Ministerio Fiscal su intervención a lo largo de todo el proceso penal, tanto en defensa de la legalidad, como de los derechos de los ciudadanos, como del interés público. 
En primer lugar, este órgano constitucional está capacitado para recibir denuncias, las cuales enviará a la autoridad judicial correspondiente o decretará su archivo cuando no se hallen fundamentos para ejercitar acción alguna, siendo obligada en el último caso la notificación al denunciante. También tiene potestad para practicar diligencias con el objetivo de esclarecer los hechos, a cuyo fin depende de él la Policía Judicial, teniendo que instar de la autoridad judicial la adopción de medidas cautelares que estime procedentes.
Las prácticas de las diligencias estarán inspiradas por los principios de contradicción, proporcionalidad y defensa. Precisamente por ello, el fiscal recibirá declaración al sospechoso, quien habrá de estar asistido por un letrado y podrá tomar conocimiento del contenido de las diligencias que se practiquen. Las mismas se prolongaran en el tiempo proporcionalmente a la naturaleza del hecho investigado, sin que en ningún caso se sobrepasen los seis meses de duración, salvo prórroga acordada mediante decreto motivado del fiscal general del Estado. Transcurrido el oportuno plazo, si la investigación pusiese de manifiesto hechos de significación penal y fuere cual fuese el estado de las diligencias, el fiscal procederá a su judicialización, formulando a tal efecto la correspondiente denuncia o querella, a menos que resultara procedente su archivo.

## Principios

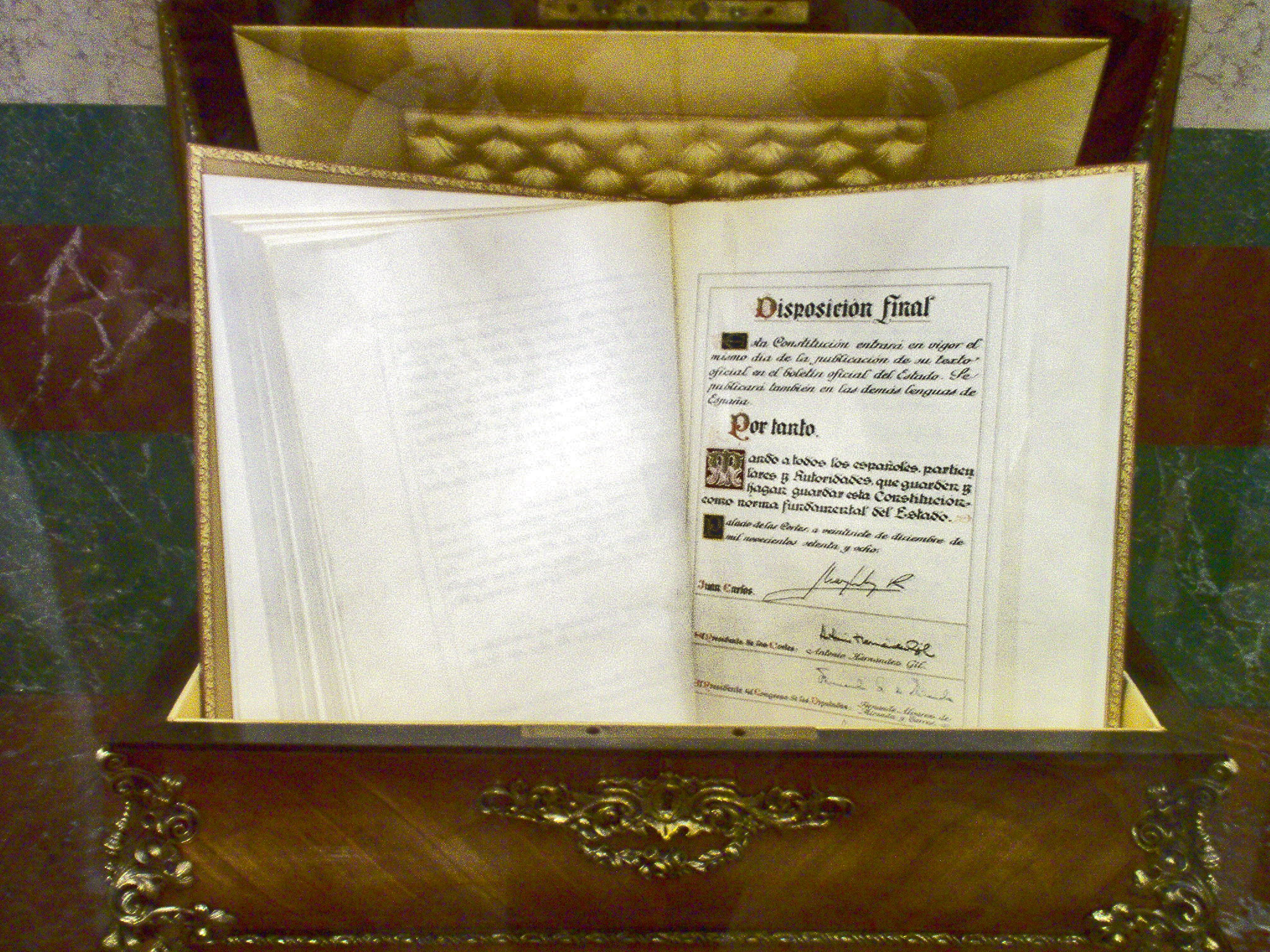
La Constitución española de 1978 (en la fotografía ejemplar conservado en el Congreso de los Diputados) reconoce específicamente al Ministerio Fiscal en el artículo 124, donde también se esbozan sus funciones, los principios que han de regir su funcionamiento o el mecanismo que ha de proceder a la hora de la elección del fiscal general del Estado.

En el punto segundo del artículo 124 de la Constitución española son recogidos los cuatro principios fundamentales que inspiran el ejercicio de las funciones del Ministerio Fiscal, aunque lo cierto es que habría de matizar o ahondar un poco más en cuanto a lo que verdaderamente atienden los principios. Con una lectura somera del artículo mencionado al inicio del párrafo, podría deducirse que todos ellos son de actuación, cuando en realidad esto no se corresponde con la realidad. Es por ello, por lo que la doctrina procesal española distingue claramente unos principios de estructura u organización, como son los de unidad de actuación y dependencia jerárquica, de unos principios que realmente serían de actuación, que son los de legalidad e imparcialidad.

El Ministerio Fiscal ejerce sus funciones por medio de órganos propios conforme a los principios de unidad de actuación y dependencia jerárquica y con sujeción, en todo caso, a los de legalidad e imparcialidad.
Artículo 124.2 de la Constitución española

### Unidad
El principio de unidad en la organización del Ministerio Fiscal supone que este órgano es único para todo el Estado español, hecho que el EOMF refuerza ligeramente mediante la monopolización de la denominación de «Ministerio Fiscal» pues únicamente esta institución estatal ha de poder ser designada de tal modo. Es el fiscal general del Estado quien ostenta la jefatura superior del Ministerio Fiscal y quien lo representa en todo el territorio español, correspondiéndole a este cargo la impartición de órdenes e instrucciones convenientes y la dirección e inspección del Ministerio Fiscal. Con todo ello, el fiscal general del Estado está facultado para delegar a los fiscales de sala funciones relacionadas con la materia propia de su competencia, aunque la delegación podrá ser revocada en cualquier momento y se extinguirá automáticamente con el cese de fiscal general.
Con el objetivo de preservar el principio de unidad de criterios en la actuación del Ministerio Fiscal, se ha establecido por ley la celebración periódica en las Fiscalías de todos sus componentes, las cuales serán útiles para estudiar asuntos de especial trascendencia o fijar posiciones respecto de determinadas cuestiones. Los acuerdos alcanzados tendrán el carácter de informe, aunque si la opinión del Fiscal Jefe fuese contraria al acuerdo se someterán ambas a su superior jerárquico.
Dentro del Ministerio Fiscal, el criterio de actuación se impone desde los órganos superiores respecto a los inferiores.

### Dependencia
La dependencia jerárquica en la organización del Ministerio Fiscal es considerada una de las notas esenciales que le caracterizan al mismo tiempo que lo distingue de otros órganos con los que comparte campo de actuación, como son los jurisdiccionales, pues estos últimos se deben prevenir de toda clase de influencia interna. Así, los jueces y tribunales, los órganos de gobierno de los mismos o el Consejo General del Poder Judicial no están facultados para dictar instrucciones, sean de carácter general o particular, dirigidas a sus inferiores, sobre la aplicación o interpretación del ordenamiento jurídico que hagan en el ejercicio de su función jurisdiccional. Es más, de llevarse a cabo una acción de este estilo, se está incurriendo en una falta disciplinaria muy grave. Esto que sucede en el entramado de órganos jurisdiccionales no tiene vigencia en el ámbito del Ministerio Fiscal, estructurado jerárquicamente, con el fiscal general del Estado en la cúspide, y subordinados a él, los demás órganos.
El fiscal general, en virtud del cargo que ostenta, cuenta con la potestad de impartir a sus subordinados las órdenes e instrucciones convenientes al servicio, sin importar que sean de carácter específico o general. Estas órdenes, instrucciones y comunicaciones se harán a través del superior jerárquico, teniendo análogas facultades los Fiscales Jefes de cada órgano.

### Legalidad
Por el principio de legalidad, como dispone el artículo 6 del Estatuto, el Ministerio Fiscal ha de actuar sujetándose a lo dispuesto en la Constitución, en las leyes y en el resto del ordenamiento jurídico, dictaminando, informando y ejercitando, en su caso, las acciones que procedan u oponiéndose a las que indebidamente se promuevan.

### Imparcialidad
Por el principio de imparcialidad, el Ministerio Fiscal debe actuar «con plena objetividad e independencia en defensa de los intereses que le están encomendados». Aun cuando puede parecer que decir que el Ministerio Fiscal debe estar dotado de imparcialidad es una contradictio in terminis, puesto que ser imparcial presupone no ser parte y lo que hace este órgano es precisamente intervenir en el proceso en una posición de parte, la vigencia del principio de imparcialidad supone la ausencia de implicación directa o indirecta del funcionario dependiente del Ministerio Fiscal en el caso concreto en el que debe actuar, previniéndose de este modo posibles vicios en sus actuaciones.
En ninguna disposición legal del ordenamiento jurídico español se prevé la recusación del representante del Ministerio Fiscal por el mero hecho de que este es una parte procesal, pero contrariamente a esto, sí se exige la abstención del funcionario en quien concurra una causa de las que dan lugar a esta misma decisión en el personal judicial, las cuales son plasmadas en el artículo 219 de la Ley Orgánica del Poder Judicial. Con todo ello, si el funcionario implicado que no se abstuviera, las partes tendrán la opción de acudir a su superior jerárquicamente, solicitándole que ordene la no intervención del susodicho funcionario en el proceso.

## Organización
Son órganos del Ministerio Fiscal:
- La Fiscalía General del Estado (FGE). Es la cúspide del Ministerio Público y está encabezada por el fiscal general. Además, de esta forman parte los siguientes órganos:
  - La Inspección Fiscal. Es la unidad de la FGE que gestiona el estatuto profesional de los fiscales, ejerce las funciones inspectoras de su actuar y actúa como órgano de auxilio del Consejo Fiscal, teniendo que proporcionar los antecedentes e informes necesarios para documentar y fundar sus propuestas.
  - La Secretaría Técnica. Realizan aquellos trabajos preparatorios que se le encomienden en aquellas materias en las que corresponda a la Junta de Fiscales de Sala asistir al Fiscal General del Estado, así como cuantos otros estudios, investigaciones e informes estime éste procedente. También colabora en la planificación de la formación de los miembros de la carrera fiscal cuya competencia corresponde al Centro de Estudios Jurídicos.
  - La Unidad de Apoyo. Lleva a cabo tareas de asistencia relativas a representación institucional y relaciones con los poderes públicos, comunicación, relaciones con los medios y gestión de la atención al ciudadano, análisis y evaluación de las propuestas relativas a necesidades de organización y funcionamiento del Ministerio Fiscal en materia de estadística, informática, personal, medios materiales, información y documentación, y, en general, aquellas funciones de asistencia o apoyo al Fiscal General del Estado, a los Fiscales de Sala adscritos a la Fiscalía General del Estado, al Consejo Fiscal y a la Junta de Fiscales de Sala que no correspondan a la Inspección o a la Secretaría Técnica.
  - Los Fiscales de Sala. Son la máxima categoría de fiscales. Incluye las Fiscalías Especializadas: Cooperación Penal Internacional, Criminalidad Informática, Extranjería, Medio Ambiente y Urbanismo, Menores, Personas con Discapacidad y Mayores, Protección y Tutela de las Víctimas en el Proceso Penal, Seguridad Vial, Seguridad y Salud en el Trabajo, Violencia sobre la Mujer, Delitos económicos, Vigilancia penitenciaria, Delitos de odio, Derechos humanos y memoria democrática.
- El Consejo Fiscal. Es, tras el propio fiscal general, el principal órgano del Ministerio Público. Salvo algunos miembros permanentes, el resto son elegidos por y entre los fiscales en activo. Es un órgano colegiado de asesoramiento al fiscal general y de establecimiento de criterios en algunas materias.
- La Junta de Fiscales de Sala. Compuesta por los fiscales de Sala en activo, asiste al fiscal general en materia doctrinal y técnica, en orden a la formación de los criterios unitarios de interpretación y actuación legal, la resolución de consultas, elaboración de las memorias y circulares, preparación de proyectos e informes que deban ser elevados al Gobierno y cualesquiera otras, de naturaleza análoga, que el fiscal general estime procedente someter a su conocimiento y estudio.
- La Junta de Fiscales Superiores de las Comunidades Autónomas. Es responsable de asegurar la unidad y coordinación de la actuación y funcionamiento de las Fiscalías en todo el territorio del Estado, sin perjuicio de las competencias atribuidas al Consejo Fiscal.
- La Fiscalía del Tribunal Supremo. Encabezada por el fiscal general y dirigida, por delegación de este, por el teniente fiscal, ejerce sus funciones en el ámbito de este tribunal.
- La Fiscalía ante el Tribunal Constitucional.
- La Fiscalía de la Audiencia Nacional.
- Las Fiscalías Especiales. Son dos: la Fiscalía Antidroga y la Fiscalía contra la Corrupción y la Criminalidad Organizada.
- La Fiscalía del Tribunal de Cuentas.
- La Fiscalía Jurídico Militar. Es la fiscalía asignada a la jurisdicción militar. Incluye la Fiscalía Togada, la Fiscalía del Tribunal Militar Central y las Fiscalías de los Tribunales Militares Territoriales.
- Las Fiscalías de las Comunidades Autónomas. Existen allí donde haya un Tribunal Superior de Justicia, y ejercerán sus funciones en el ámbito competencial del mismo. Pueden incluir secciones especializadas.
- Las Fiscalías Provinciales. Tienen su sede en cada una de las Audiencias Provinciales. Pueden incluir secciones especializadas.
- Las Fiscalías de Área. Existirán estas fiscalías siempre que exista una Sección desplazada de una Audiencia Provincial. Las Fiscalías de Área asumirán el despacho de los asuntos correspondientes al ámbito territorial que prevea la norma que las establezca, que podrá comprender uno o varios partidos judiciales. Pueden incluir secciones territoriales, dirigidas por un Fiscal Decano.
- La Unidad de Supervisión y Control de Protección de Datos. Ejerce las competencias que corresponden a la autoridad de protección de datos con fines jurisdiccionales sobre el tratamiento de los mismos realizado por el Ministerio Fiscal.

## Crítica
De la propia naturaleza de este órgano público y de los principios que inspiran su estructura y organización, los principios de unidad y jerarquía, se pone de manifiesto una problemática que radica en la inexistencia de independencia en cuanto a su figura; esto es, y como ocurre en el caso de los jueces y tribunales, la prohibición de influir en las decisiones que deban adoptar aquellos. En efecto, habida cuenta de que el Ministerio Fiscal es un órgano cuya jefatura recae en el fiscal general del Estado, cargo designado por el Gobierno, los criterios que regirán la actuación del mismo podrán tener origen en el Gobierno y, en consecuencia, muchas veces, en decisiones políticas.[cita requerida]
Los criterios que vendrán impuestos jerárquicamente afectarán a la actuación de este organismo. Así, y teniendo presente que una de las funciones, si no la más caracterizadora de esta institución, es la de parte en el proceso penal, el Ministerio Fiscal interviene desde las actuaciones preprocesales (pudiendo dirigir la actuación de la policía judicial), hasta en fase de instrucción (proponiendo, entre otras, diligencias de investigación que considere oportunas); en fase de juicio oral (calificando los hechos punibles y practicando las pruebas), pudiendo verse condicionada su actuación por los patrones que se impongan por órganos funcionalmente superiores; y, finalmente, en fase de ejecución.[cita requerida]